# Mosteiro Sakya

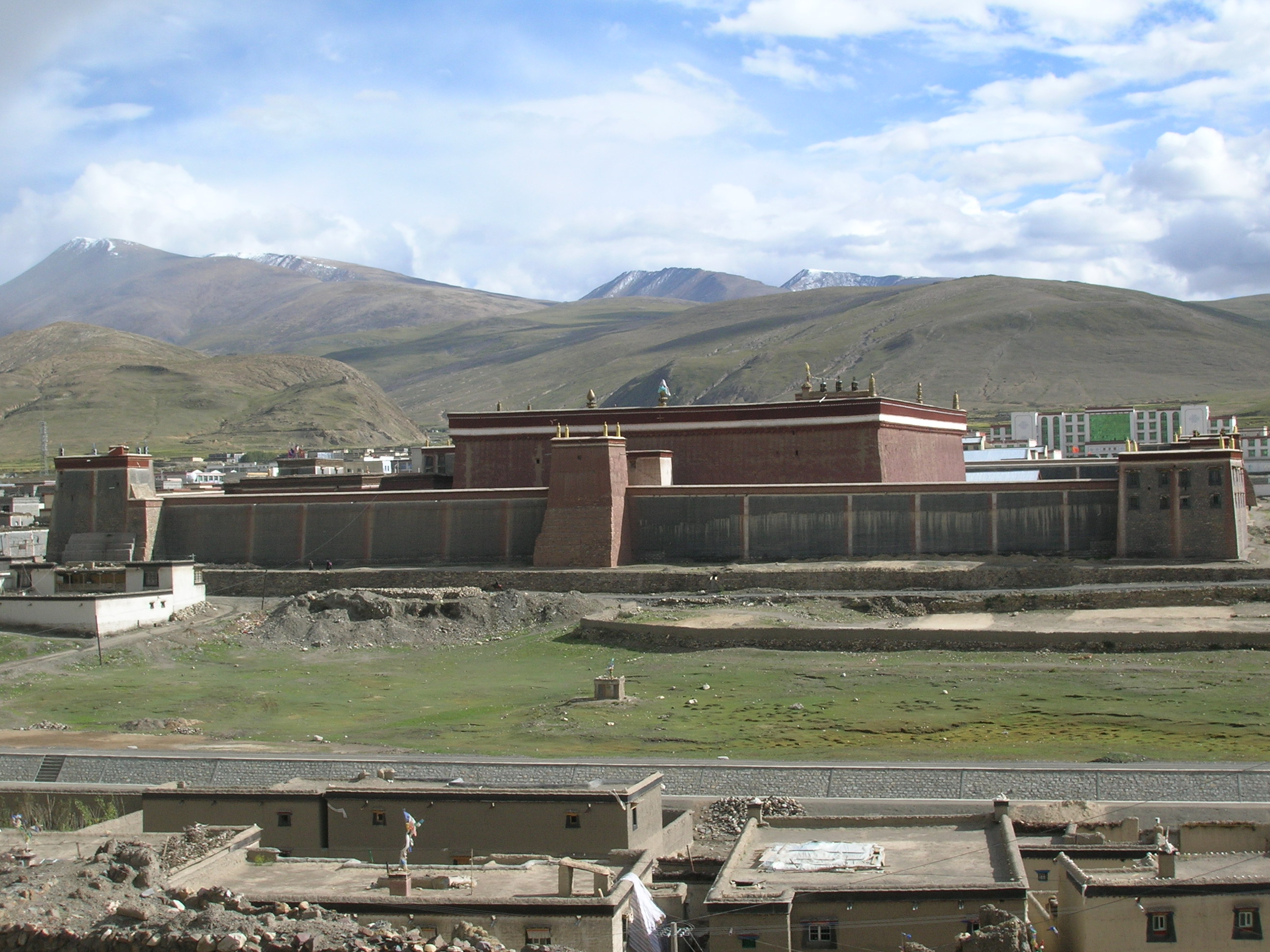

Monastério Sakya, ou Mosteiro Sakya, também conhecido com Pel Sakya (Wylie: dPal Sa skya, "Terra Branca" ou "Terra Pálida") é um monastério budista situado 25 km à sudeste de uma ponte que está cerca de 127 km à oeste de Shigatse, na estrada para Tingri, na Região Autônoma do Tibete da China. 
O centro da escola Sakya de budismo tibetano, foi fundado em 1073, por Konchog Gyalpo, originalmente um praticante Nyingma da poderosa e nobre família dos Tsang. Seus poderoso abades governaram o Tibete durante todo o século XIII, depois do declínio dos período dos reis, até que seu pode foi eclipsado pela ascensão da recente escola Gelug. Eles ainda possuem muitos seguidores no Tibete. 
Sua arquitetura medieval mongol é bem diferente daquela dos templos em Lassa e Yarlong. O único prédio antigo que permanece é o Lakang Chempo ou Sibgon Trulpa. Originalmente uma caverna na lateral da montanha, foi construído em 1268 por Panchen Sakya Zangpo e restaurado no século XVI. Contém algumas das mais magníficas obras de arte remanescentes de todo o Tibete, que aparentam não terem sido danificadas nos tempos recentes. O terreno do Gompa cobre mais de 18 mil metros quadrados, enquanto que o imenso salão principal cobre cerca de 6 mil metros quadrados.

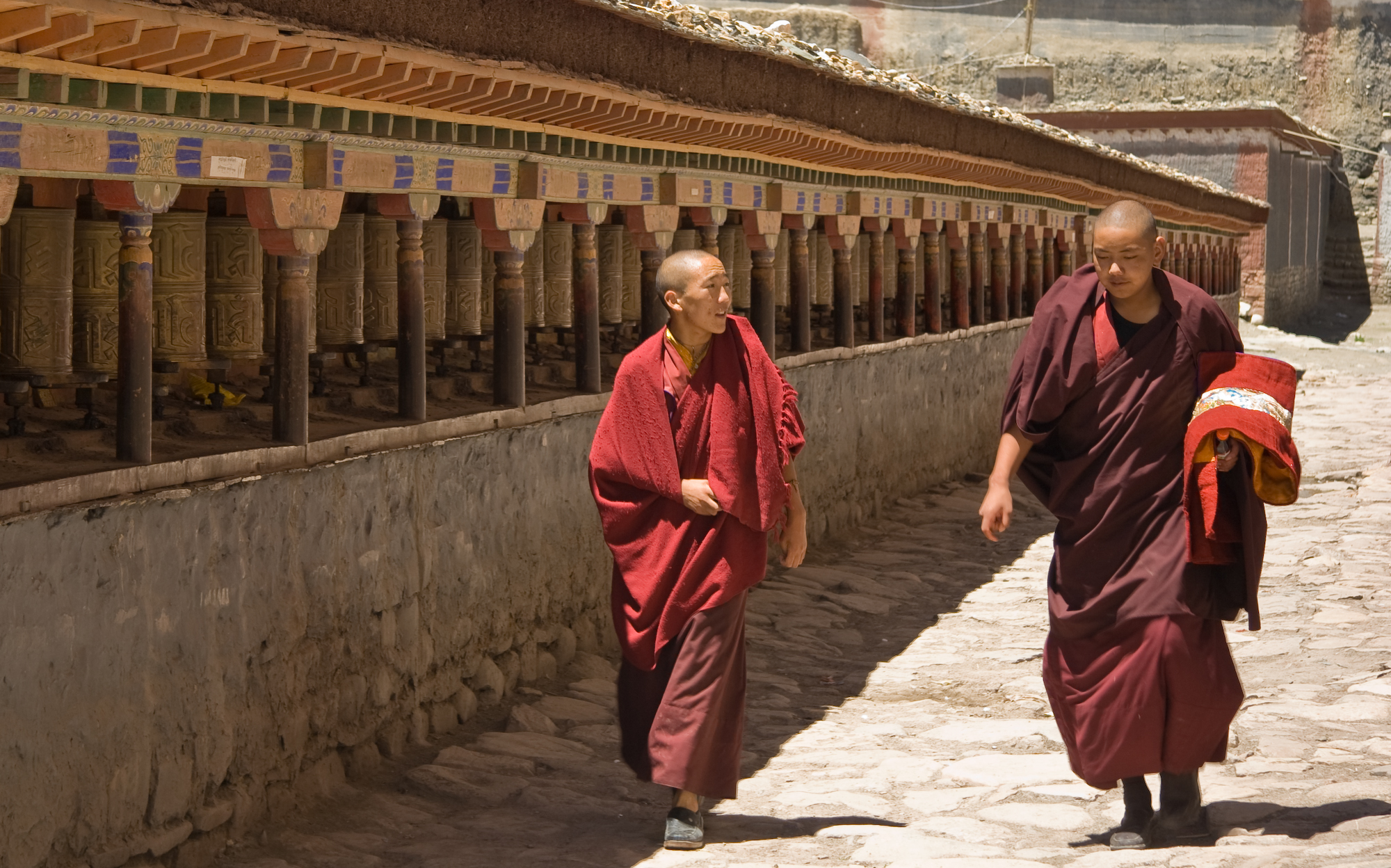
Monges no monastério de Sakya

"Quanto à grande biblioteca de Sakya, fica em prateleiras ao longo das paredes do grande átrio do Lhakhang chen-po (sic). Estão preservados aqui muitos volumes escritos em letras de ouro; as páginas têm cerca de 1,8m de comprimento por 45cm de largura. Nas margens de cada página existem ilustrações e os primeiros quatro volumes possuem figuras dos mil Budas. Estes livros estão encadernados em ferro. Eles foram preparados sob as ordens do imperador Kublai Khan, e presenteados à Phag-pa na sua segunda visita a Pequim."
"Há também preservado neste templo uma concha com espirais que se fazem voltas para a esquerda e para a direita (em tibetano, Ya chyü dungkar ; e em chinês Yu hsuan pai-lei), um presente de Kublai para Phagpa. Só é soprada pelos lamas quando o pedido é acompanhado por sete onças de prata;  soprá-la, ou fazer que a soprem, é considerado como um ato de grande mérito."
Uma imensa biblioteca com cerca de 84 mil pergaminhos foi achada selada numa parede de 60 metros de comprimento por 10 metros de altura no Monastério Sakya (Ch: Sagya)em 2003. Espera-se que a maioria deles sejam escrituras budistas, apesar de que possam também incluir trabalhos de literatura, história, filosofia, astronomia, matemática e arte. Acredita-se que eles permaneceram intocados por centenas de anos. Eles estão sendo examinados pela Tibetan Academy of Social Sciences.